# Meinhard II. (Görz)

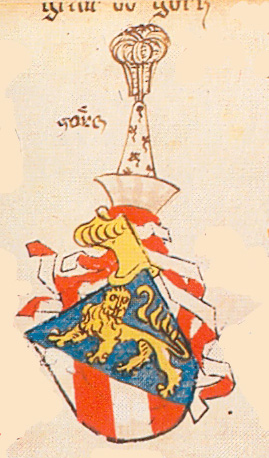
Wappen der Albertiner Linie, Grafen von Görz, im Ingeram-Codex, 1459

Graf Meinhard II. von Görz (* um 1163–1171; † 1232) war Vogt der Kirche von Aquileia.

## Biografie
Meinhard II. entstammt dem Geschlecht der Meinhardiner. Seine Eltern waren Graf Engelbert II. von Görz und Adelheid von (Dachau)-Valley, Tochter des Grafen Otto I. von Dachau-Valley. Die Grafen von Valley waren eine Seitenlinie der Grafen von Scheyern-Wittelsbach. Nach Urkunden vom 18. Januar 1206 und 1211 war Meinhard II. mit der Tochter Adelheid von Graf Heinrich I. von Tirol verheiratet, er war also der Schwager von Graf Albert III. von Tirol. Kinder des Paares sind aus Quellen nicht bekannt. Urkundliche Nachweise für eine weitere Ehe von Meinhard II. liegen nicht vor. Überregional bekannt wurde Meinhard II. als er versuchte, den nach einem Kreuzzug nahe Aquileia  gestrandeten englischen König Richard Löwenherz gefangen zu nehmen. Dieser flüchtete nach Österreich und wurde dort von Herzog Leopold V. festgesetzt. Im Thronstreit zwischen König Philipp von Schwaben und dem Welfen Otto IV. von Braunschweig standen die Görzer mit ihrem Verwandten Graf Albert III. von Tirol auf Seiten des Staufers, der 1208 ermordet wurde. Die Urkunden weisen auf häufige Streitigkeiten zwischen der Kirche von Aquileia und Vogt Meinhard wegen Entfremdung von Kirchengut und unterschiedlichen Ansichten zu den Vogteirechten hin. Um die Jahreswende 1215/1216 eskalierten diese Auseinandersetzungen so weit, dass über Graf Meinhard II. vorübergehend der Kirchenbann verhängt wurde. Nach dem Tod seines Bruders Graf Engelbert III. von Görz (1220) führt er die Herrschaft alleine weiter. In den Urkunden erscheint er dann häufig mit dem Sohn von Engelbert III., seinem Neffen Meinhard III. von Görz (dem späteren Grafen Meinhard I. von Tirol und Görz (III.). Graf Meinhard II. von Görz erscheint urkundlich letztmals am 14. Juli 1231 als Vogt von Aquileia. Er verstarb   1232, nach dem Totenbuch des Klosters Rosazzo wahrscheinlich am 9. März. Sein Nachfolger in der Herrschaft war Graf Meinhard III. von Görz.